# 慈福里 (學甲區)
慈福里是臺灣臺南市學甲區的一個行政區，在其行政區域內有舊時學甲十三庄部分的下社庄頭，在傳統47角頭部分則涵蓋有宅口、下社等聚落。2006年2月1日臺南市因縣市合併實施行政區域調整，由原慈生里與百福里合併之後所新成立的一個里，然而因學甲當地的大廟慈濟宮也在其境內，故而此里是人口較為集中，且商業較發達的一個里。

## 地理位置
慈福里位於中洲的核心區，其東邊與豐和里西北端相鄰，北邊與部分東側與新達里相鄰，南邊則是新榮里，西邊則有明宜與仁得兩里。里內街道的位置北邊為南市174號縣道路即為中山路，東方則是到嘉南大圳學甲分線，南邊則以東陽國小學校圍牆及與建國東路以北，西側有華宗路與仁得里為界，另有南市171號線道路即中正路與明宜里相鄰。 

## 脈絡
本里是由慈生里與百福里合併之後所產生的一個新里，因此發展脈絡與此兩原有里的形成有關聯。
慈生里因其境內有學甲大廟慈濟宮，該大廟的主祀神祇為保生大帝，故而此里便將里的名字結合廟宇及其主祀神的融合稱之為慈生里。此里因位於學甲最為熱鬧的核心區域，因此從開始建庄之後是整個學甲地區最為熱鬧且較為富庶之地，另也是人口最為集中的區域，在日人占據臺灣時，此地定為學甲五保。目前居多的里民姓氏為羅、謝、李等，此外，臺灣基層棒球的推動者謝國城，油畫藝術家羅清雲，以及曾擔任學甲鎮鎮長的李清連等，皆為舊時慈生里居民。
百福里主要由舊時十三庄中的宅口與其下社兩庄頭所組成，宅口的開發始於清乾隆年間，由李氏先祖李希彩帶領其子5人來臺進行開墾，5子各為李陣、李填、李委、李桃、李桅，然未出發前李陣即已於大陸病逝，之後是由其子帶著李陣牌位來臺完成遺願。李氏祖地為福建泉州府同安縣17都山邊鄉唐北社，在宅口開墾形成一個稍具規模的庄頭之後，於日治時期曾與鄰近的東竹圍，兩庄頭聚落組成了學甲庄第七保，只是在臺灣光復後兩庄頭又各自成不同行政區。至於下社則是由來自大陸福建泉州府同安縣白礁鄉的李勝，約於清康熙年間來臺所開墾，其後代則再次分支移墾到宅港等地，遽聞目前在慈濟宮奉祀的開基保生二大帝，即是李勝由祖籍地白礁鄉所迎奉而來，其原本恭奉於下社角。

## 交通
學甲的經濟與文化幾乎都集中於慈福里，因而無論是聯外或者里內的交通網發達。聯外的重要道路有臺19、南市171以及174兩道路，至於里內較重要區內道路，南北縱向有貫穿整個里區域的民族路以及民生路，東西橫向則有濟生路從中央將里分南北，其它也有民權、仁愛等里內道路。
臺19線在與南市174道路交叉後便進入了慈福里，其後將北端區域分成東西兩邊，在與濟生路交叉後又沿著區域西側邊緣向南，直到最南端通過寶發路後離開本里範圍。南市174號道路沿著里北端外圍東西而行，先後與南市171（境內為中正路）、成功路、臺19（即宗華路）、民族路等交會，最後在與中華三路交會後離開本里。至於南市171號道路，自西側沿著里邊緣先是向南而行，惟在與寶發路交叉後因道路向右轉，最後又與本里最南端相切約百多米後里開。而臺84號快速道路雖未路經本哩，惟臺19與南市174號兩道路，在離開本里約1至2Km後也都紛紛與其皆有銜接。 

## 機關、教育單位

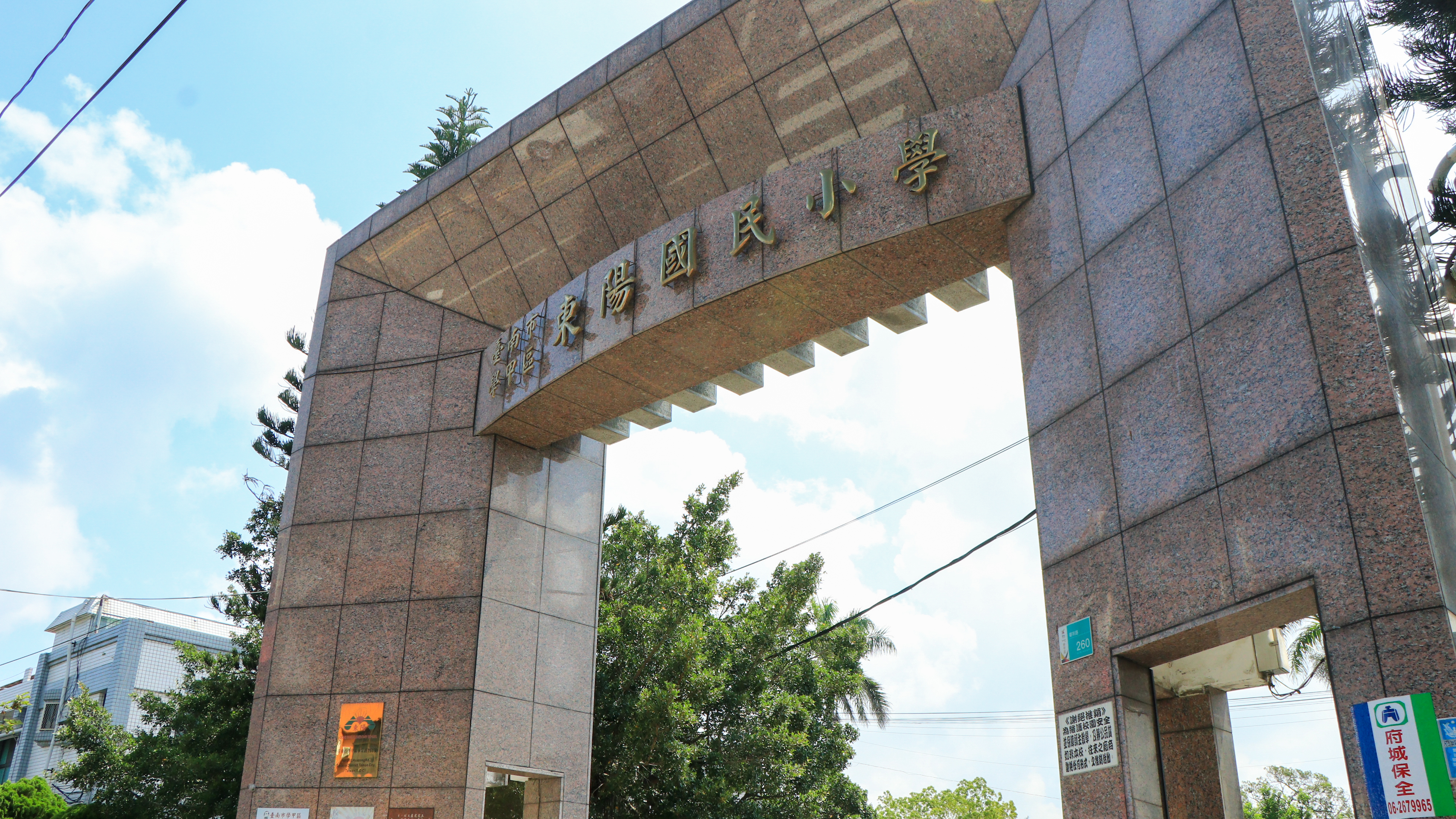
學甲區東陽國小-校門

學甲分局坐落於宗華路與臺19號道路交叉口，是學甲區的維安與治安單位，同時學甲分局所管轄的責任範圍，除了學甲之外亦涵蓋了北門與將軍兩區。
東陽國小位於最南端，是境內唯一的基礎國民教育單位，初始設校於1953年，一開始辦校時僅是學甲國民學校的新榮分校，期初因場地問題先借用新榮村的中山堂作為教學場所。直到1961年獲准成為獨立的小學，同時也將校名改為臺南縣學甲鄉東陽國民學校，目前學區範圍約招收部分慈福（1-8 鄰）、仁得、新榮、豐和、大灣等里的學生，同時校內亦有設置有幼兒園。

## 宗教
慈濟宮為學甲地區的大廟，除此之外各聚落也有各自的角頭廟，宅口為興太宮，下社角則為白礁宮，至於下社周姓角便是文衡聖帝壇，另外，尚有位於里最東邊的李勝三房公宗祠。
慈濟宮主祀為保生大帝，神尊乃是八百年前宋代的開基神像，自初期由私人草寮搭建開始奉祀起，乃至今日經數度改建後成為學甲地區的公廟，已有三百多年歷史，目前已被定為國家三級古蹟。其重要的祭典除了每年的上白礁祭典儀式外，更發展成四年一科盛大刈香的宗教活動，且此活動也成為臺灣西南沿海的「五大香」之一，五大香各為 : 學甲香、土城仔香、麻豆香、西港仔香以及蕭壠香。
興太宮主祀為太子爺即中壇元帥，另陪祀神祇則是虎爺，其前身亦是由家廟開始奉祀，其後逐漸演變成為聚落的角頭廟，現今廟宇於1974所建，神祇金身則是於清乾隆年間，由李氏先祖迎請自大陸祖籍泉州府同安縣十七都山邊鄉唐北社。
白礁宮主祀神祇為保生二大帝，陪祀則為中壇元帥、謝府元帥以及虎爺，白礁宮與慈濟宮兩廟之間有一段故事，起因於下社角的開墾祖李勝自家鄉白礁慈濟宮，迎請開基二大帝、謝府元帥以及中壇元帥等三尊神祇，作為同鄭氏軍民來臺進行屯墾的守護神。其後因故二大帝常駐於慈濟宮，僅剩下謝府元帥以及虎爺，至1982年時信眾們提議建廟予以奉祀神尊，次年遂而白礁宮落成，並且又重新雕塑開基新的二大帝神尊。
李勝三房公宗祠坐落於里最東邊的民族路上，內所供奉先祖由第一代李勝開始，每年以冬至當日為祭祖日，祭祀儀式之後當天中午會舉行家族會餐。而宗祠原本附近皆為李氏家族所居，惟因後代族人皆已向外發展，因而目前亦有外姓來此居住。

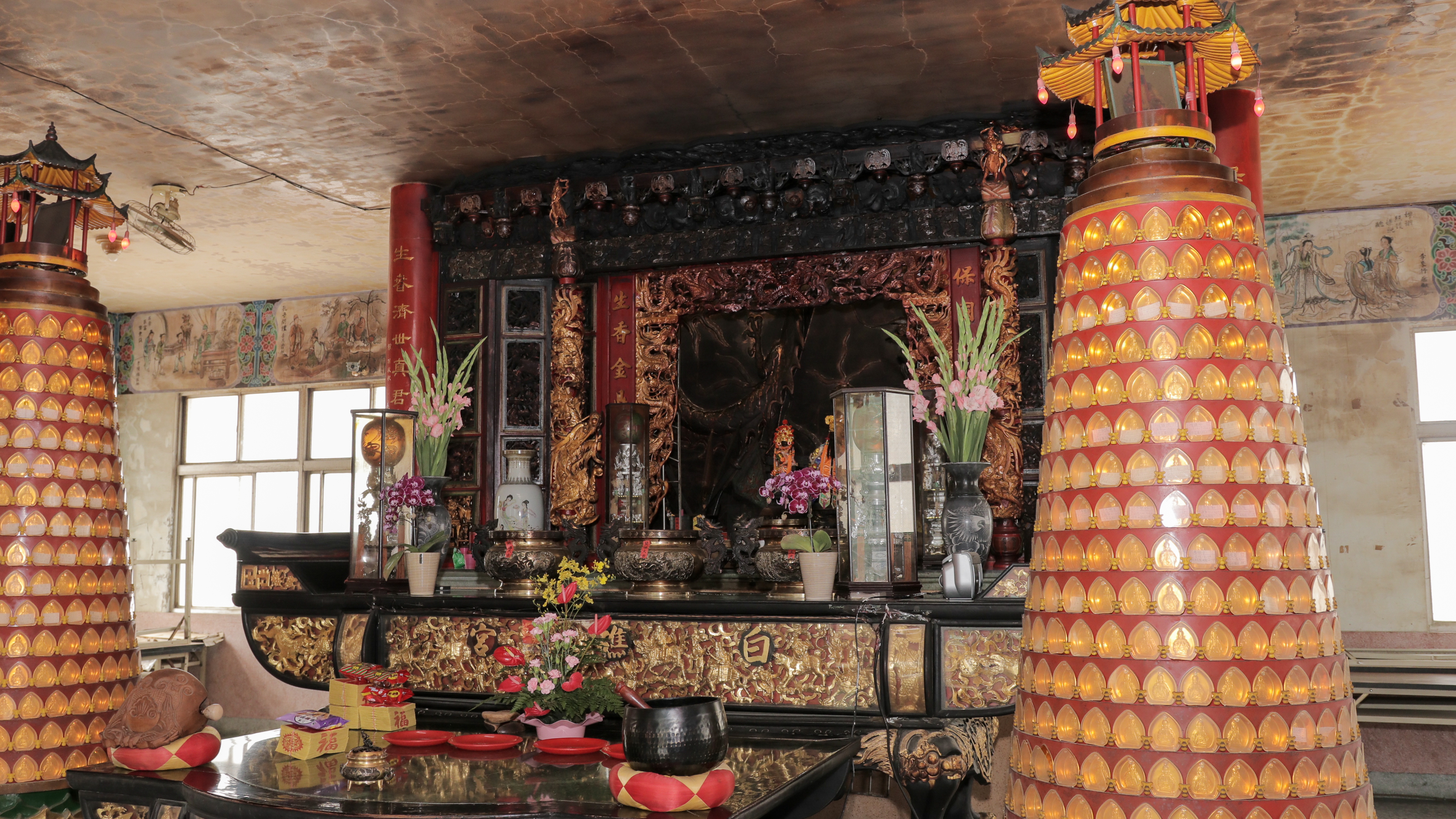
慈福里下社角白礁宮-神龕
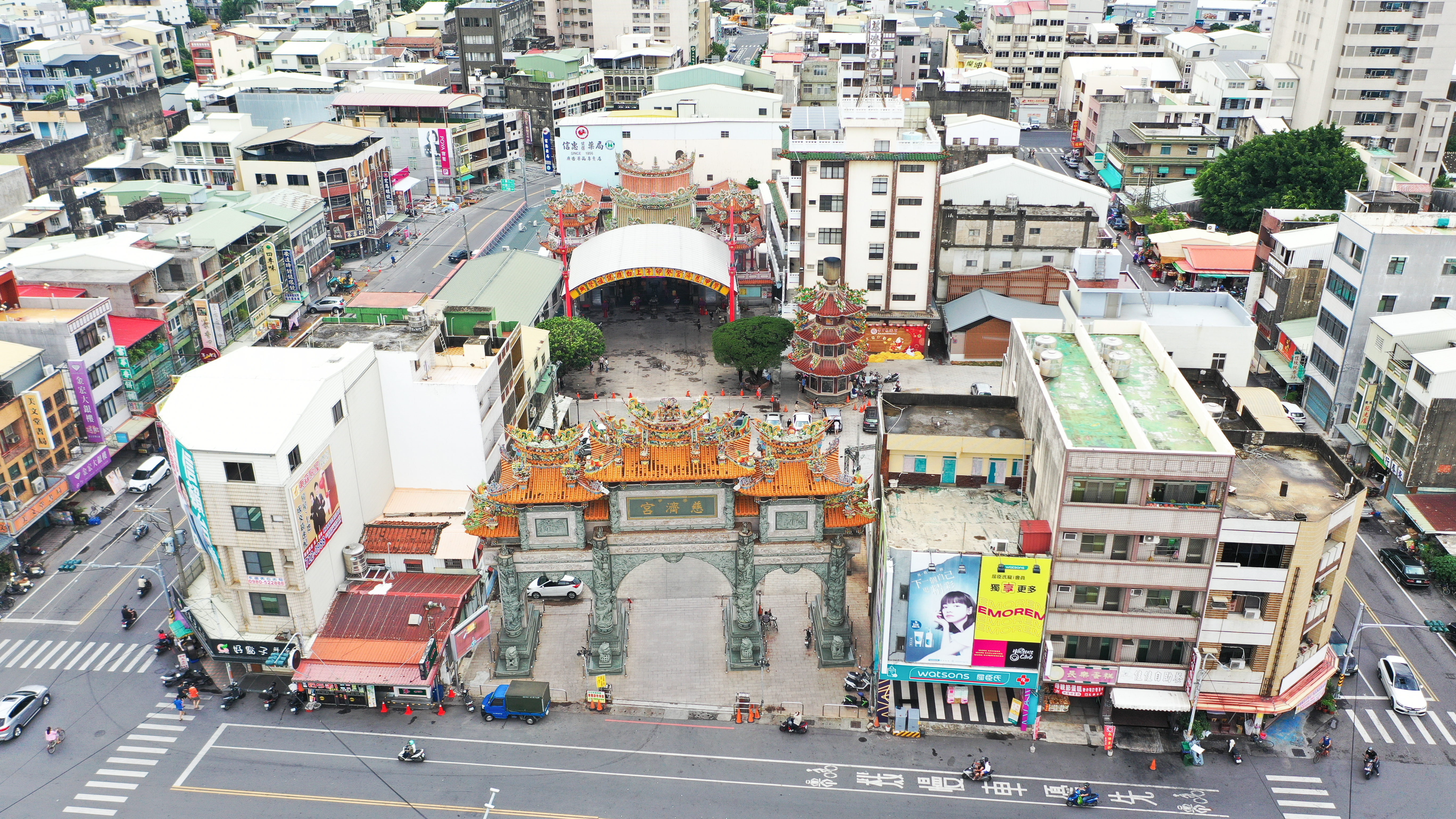
慈福里-境內大廟慈濟宮
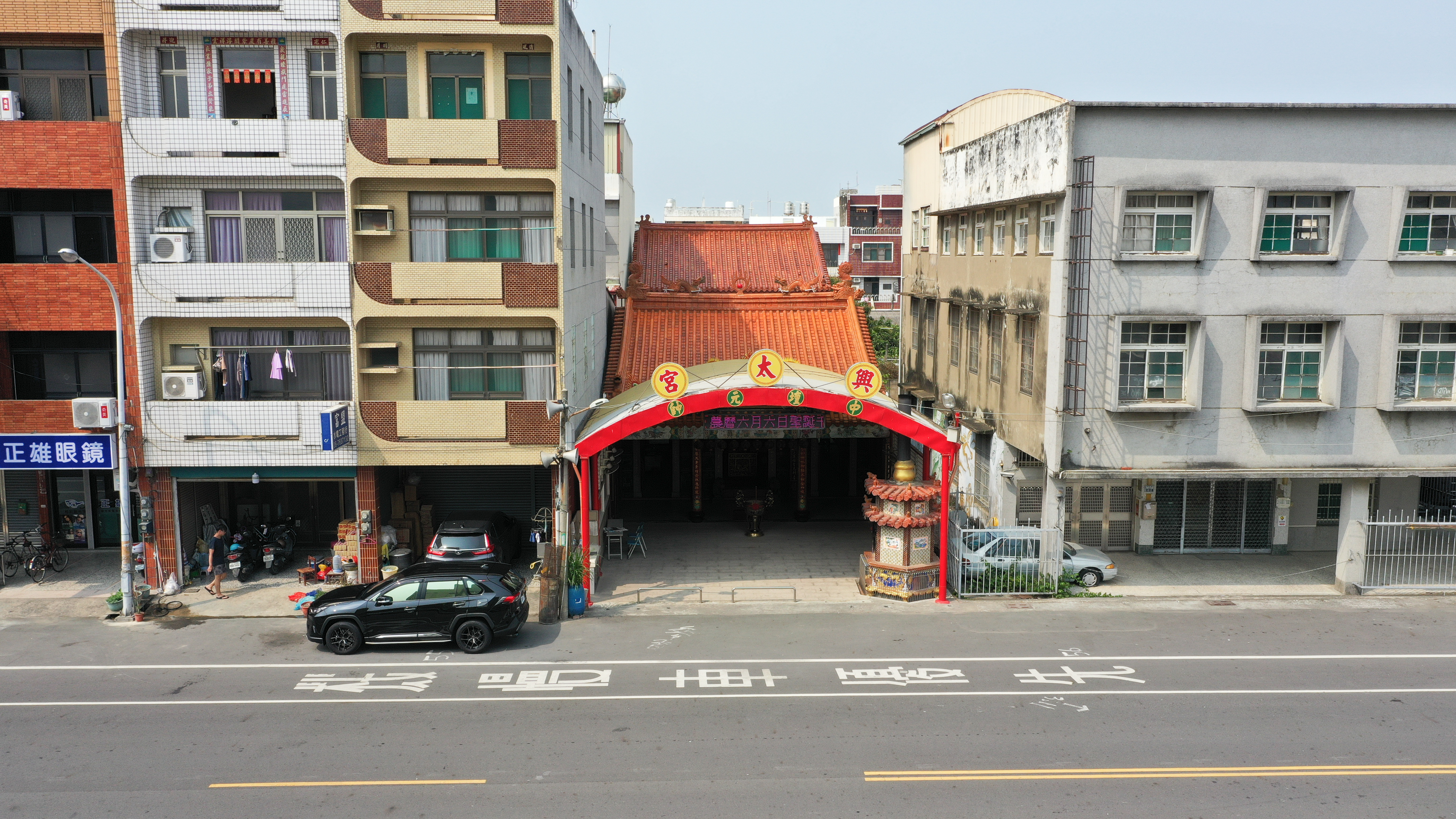
慈福里-境內興太宮

## 聞人
謝國城（1912—1980）
一生大部分都在奉獻於棒球的發展，本身是財經專長畢業於日本早稻田大學政經系，曾於日本任職記者，回臺之後在一些大型企業任要職，在臺灣省棒球協會成立後，又接任總幹事一職，亦曾當選過立法委員。
在臺灣棒球界，謝國城是一個有力的推手，無論是任職記者或者球隊領隊，甚至在其任職立法委員時，對於臺灣三級棒球皆全力積極地推廣，尤其是在硬體方面，其中包含臺北市立棒球場的夜間照明設備。謝國城一生推廣棒球運動，因而也獲得棒球界對其有「棒球之父」、「少棒之父」等的尊稱，今日由中華民國棒球協會主辦的謝國城盃全國少棒錦標賽，便是紀念其對基層棒球的貢獻。
羅清雲（1934—1995）
日治時期出生於學甲慈生村，先是畢業於省立臺南師範專科學校藝術科，從事國民教育數年後進入省立師範大學藝術學系深造，畢業後任教於南部中上學校23年，曾於臺南家專美工科教師兼任。在其從教時期，於1971、1971、1975進行三次的環島旅行寫生，1987年時因患鼻咽癌之故退休，也曾應中國美術教育協會的邀請遠赴尼伯爾、印度等地區考察。